# Copa do Mundo FIFA de 1930 - Grupo 4
O Grupo 4 da Copa do Mundo FIFA de 1930 começou em 13 de julho e foi concluído em 20 de julho. Os Estados Unidos ficou em primeiro no grupo e avançou à semifinal. Bélgica e Paraguai não passaram.

## Grupo
| Pos. | Seleção        | Pts | J | V | E | D | GP | GC | SG |
| ---- | -------------- | --- | - | - | - | - | -- | -- | -- |
| 1    | Estados Unidos | 4   | 2 | 2 | 0 | 0 | 6  | 0  | 6  |
| 2    | Paraguai       | 2   | 2 | 1 | 0 | 1 | 1  | 3  | -2 |
| 3    | Bélgica        | 0   | 2 | 0 | 0 | 2 | 0  | 4  | -4 |

## Estados Unidos x Bélgica
| 13 de julho de 1930  | Estados Unidos                          | 3–0       | Bélgica | Parque Central, Montevidéu                       |
| 15:00 UYT (UTC−3:30) | McGhee 23' · Florie 45' · Patenaude 69' | Relatório |         | Público: 18,346 Árbitro: José Macías (Argentina) |

| GK            | 1  | Jimmy Douglas    |
| DF            | 2  | Alexander Wood   |
| MF            | 3  | Andy Auld        |
| FW            | 4  | Bart McGhee      |
| FW            | 5  | Bert Patenaude   |
| MF            | 6  | Billy Gonsalves  |
| DF            | 7  | George Moorhouse |
| MF            | 8  | Jim Brown        |
| DF            | 9  | Jimmy Gallagher  |
| DF            | 10 | Raphael Tracey   |
| FW            | 11 | Tom Florie       |
| Treinador:    |    |                  |
| Robert Millar |    |                  |

| GK              | 1  | Arnold Badjou     |
| MF              | 2  | Auguste Hellemans |
| FW              | 3  | Bernard Voorhoof  |
| FW              | 4  | Ferdinand Adams   |
| FW              | 5  | Jacques Moeschal  |
| FW              | 6  | Jan Diddens       |
| MF              | 7  | Jean De Clercq    |
| FW              | 8  | Louis Versyp      |
| DF              | 9  | Nicolas Hoydonckx |
| MF              | 10 | Pierre Braine     |
| DF              | 11 | Theodore Nouwens  |
| Treinador:      |    |                   |
| Hector Goetinck |    |                   |

| Assistentes: Francisco Mateucci (Uruguai) Alberto Warnken (Chile) |

## Estados Unidos x Paraguai
| 17 de julho de 1930  | Estados Unidos        | 3–0       | Paraguai | Parque Central, Montevidéu                       |
| 14:45 UYT (UTC−3:30) | Patenaude 10' 15' 50' | Relatório |          | Público: 18,306 Árbitro: José Macías (Argentina) |

| GK            | 1  | Jimmy Douglas    |
| DF            | 2  | Alexander Wood   |
| MF            | 3  | Andy Auld        |
| FW            | 4  | Bart McGhee      |
| FW            | 5  | Bert Patenaude   |
| MF            | 6  | Billy Gonsalves  |
| DF            | 7  | George Moorhouse |
| MF            | 8  | Jim Brown        |
| DF            | 9  | Jimmy Gallagher  |
| DF            | 10 | Raphael Tracey   |
| FW            | 11 | Tom Florie       |
| Treinador:    |    |                  |
| Robert Millar |    |                  |

| GK                 | 1  | Modesto Denis          |
| FW                 | 2  | Aurelio González       |
| FW                 | 3  | Delfín Benítez Cáceres |
| FW                 | 4  | Diógenes Domínguez     |
| MF                 | 5  | Eusebio Díaz           |
| MF                 | 6  | Francisco Aguirre      |
| DF                 | 7  | José Miracca           |
| FW                 | 8  | Lino Nessi             |
| FW                 | 9  | Luis Vargas Peña       |
| DF                 | 10 | Quiterio Olmedo        |
| MF                 | 11 | Romildo Etcheverry     |
| Treinador:         |    |                        |
| José Durand Laguna |    |                        |

| Assistentes: Martin Aphesteguy (Uruguai) Anibal Tejada (Uruguai) |

## Paraguai x Bélgica
| 20 de julho de 1930  | Paraguai        | 1–0       | Bélgica | Estádio Centenário, Montevidéu                       |
| 15:00 UYT (UTC−3:30) | Vargas Peña 40' | Relatório |         | Público: 12,000 Árbitro: Ricardo Vallarino (Uruguai) |

| GK                 | 1  | Pedro Benítez          |
| FW                 | 2  | Aurelio González       |
| FW                 | 3  | Delfín Benítez Cáceres |
| MF                 | 4  | Eusebio Díaz           |
| FW                 | 5  | Gerardo Romero         |
| FW                 | 6  | Lino Nessi             |
| FW                 | 7  | Luis Vargas Peña       |
| DF                 | 8  | Quiterio Olmedo        |
| DF                 | 9  | Salvador Flores        |
| MF                 | 10 | Santiago Benítez       |
| MF                 | 11 | Tranquilino Garcete    |
| Treinador:         |    |                        |
| José Durand Laguna |    |                        |

| GK              | 1  | Arnold Badjou     |
| MF              | 2  | Auguste Hellemans |
| FW              | 3  | Ferdinand Adams   |
| FW              | 4  | Gérard Delbeke    |
| DF              | 5  | Henri De Deken    |
| FW              | 6  | Jacques Moeschal  |
| FW              | 7  | Jan Diddens       |
| FW              | 8  | Louis Versyp      |
| DF              | 9  | Nicolas Hoydonckx |
| MF              | 10 | Pierre Braine (c) |
| DF              | 11 | Theodore Nouwens  |
| Treinador:      |    |                   |
| Hector Goetinck |    |                   |

| Assistentes: José Macías (Argentina) Domingo Lombardi (Uruguai) |